# باقی‌آباد (تفت)
باقی‌آباد روستایی در دهستان شیرکوه بخش مرکزی شهرستان تفت استان یزد ایران است.
این روستا قدمت 4000ساله دارد و از مکان های توریستی شهرستان تفت, میباشد. از اماکن دیدنی این روستا میتوان از استخر سه چنار, حمام, مسجد جامع و قنات باقی آباد نام برد.این روستا طی جریانات انقلاب 57و جنگ تحمیلی,بی طرف بوده و هیچ شخصی از ساکنان شهید نشده اند بدین دلیل برای نامگذاری کوچه های این روستا از اسامی گلها استفاده شده است. ساکنین این روستا اکثرا باهم فامیل میباشند.

## جمعیت
بر پایه سرشماری عمومی نفوس و مسکن در سال ۱۳۹۵ جمعیت این روستا ۸۸ نفر (۲۵خانوار) بوده‌است.